# Novembre 1826

## Événements
- 4 novembre, Paris (France) : inauguration du Palais Brongniart.

- 23 novembre : traité britannico-brésilien. Le Brésil s’engage à abolir le trafic des esclaves dans les trois ans, mais les importations clandestines restent élevées.

## Naissances
- 20 novembre : Walerian Kalinka, prêtre catholique polonais
- 24 novembre : Carlo Collodi, écrivain italien, auteur de Pinocchio.
- 28 novembre : Matveï Goussev (mort en 1866), astronome russe.

## Décès
- 23 novembre : Johann Elert Bode (né en 1747), astronome allemand.